# 20798 Verlinden
20798 Verlinden è un asteroide della fascia principale. Scoperto nel 2000, presenta un'orbita caratterizzata da un semiasse maggiore pari a 2,3376590 UA e da un'eccentricità di 0,1359215, inclinata di 7,44079° rispetto all'eclittica.
È stato intitolato a Christopher Verlinden, studente premiato nel 2004 all'Intel International Science and Engineering Fair.